# منتخب أستراليا لكرة الماء للسيدات
منتخب أستراليا لكرة الماء للنساء هو المنتخب الذي يمثل أستراليا في منافسات كرة الماء للنساء، يعتبر من أقوى منتخبات كرة الماء النسائية في العالم حيث تمكن من الفوز ب 1 ذهبية في الألعاب الأولمبية ، كما فاز بألعاب السباحة مرة واحدة و3 مرات بالدوري العالمي و3 مرات بكأس العالم لكرة الماء للنساء (فينا).